# Pholeomyia robertsoni
Pholeomyia robertsoni är en tvåvingeart som först beskrevs av Daniel William Coquillett 1902.  Pholeomyia robertsoni ingår i släktet Pholeomyia och familjen sprickflugor.
Artens utbredningsområde är Florida. Inga underarter finns listade i Catalogue of Life.